# Стокгольм-Арланда (аэропорт)
Аэропорт Стокго́льм-А́рланда (швед. Stockholm Arlanda flygplats) (ИАТА: ARN, ИКАО: ESSA) — крупнейший международный аэропорт Швеции. Расположен в районе посёлка Мерста, в 42 км к северу от Стокгольма, к юго-востоку от Уппсалы. Аэропорт имеет пять терминалов.
Аэропорт расположен в лене Стокгольм. Это крупнейший аэропорт Швеции и третий по размеру в Скандинавских странах, пассажиропоток в 2007 году составил: внутренние перевозки — 5 035 958 человек, международные — 12 841 955, всего — 17 877 913. Аэропорт Стокгольм-Арланда является одним из трёх главных хабов Scandinavian Airlines System (SAS).

## История
Аэропорт начал работу в 1959 году, но первоначально использовался только для лётного инструктажа. В 1960 году в аэропорту появились регулярные рейсы, а в 1962 году прошла официальная церемония открытия. Аэропорт стал принимать трансконтинентальные рейсы с 1960 года, так как взлётно-посадочная полоса на тот момент в главном стокгольмском аэропорту Стокгольм-Бромма была слишком короткой. Название «Арланда» было выбрано в результате конкурса, который проводился до открытия аэропорта. Это название произошло от старого названия территории, где находился аэропорт (Арланд), старого названия округа Арлингундра (сегодня Хасбю-Арлингундра в Марста). Название Арланда содержит часть -ланда, которая характерна для ряда шведских географических названий, а также глагол «landa» в шведском языке означает «приземляться». Первым терминалом стал нынешний международный Терминал 5.
В 1983 году местный трафик был переведён из аэропорта Стокгольм-Бромма в Арланду, для его обслуживания был построен Терминал 4. В 1990 году открылись два новых терминала для местных рейсов — 2 и 3, которые были построены с южной стороны от первого терминала для внутренних рейсов. В 1992 году Терминал 2 временно не функционировал из-за снижения пассажиропотока. Он начал использоваться на следующий год, в связи с чем два главных терминала получили нынешние номера 4 и 5. Третья взлётно-посадочная полоса была построена в 1998—2002 годах. В связи с низкой загрузкой в 2002 году эта полоса не использовалась до 2003 года, в результате чего местные жители, проживающие недалеко от этой полосы, стали протестовать.

## Компоновка аэропорта
В четырёх терминалах аэропорта расположены 64 выхода (гейта). Терминалы 2 и 5 используются для международных рейсов. Местные рейсы обслуживают терминалы 3 и 4. Новое центральное здание, Арланда Северный, открыто в конце 2003 года, оно соединяет Терминал 5 с только что построенным пирсом F. Все международные рейсы авиакомпании SAS и её партнёров по Star Alliance проходят через Арланда Северный. Здание Арланда Южный, соединяющее терминалы 2, 3 и 4, также запроектировано, однако строительство приостановлено в связи с недостатком финансирования. Между терминалами 4 и 5 находится торговый центр Sky City, под которым находится подземная железнодорожная станция Flygplats Arlanda. Поезда Arlanda Express соединяют две станции в аэропорту со Стокгольмом. Пропускная способность аэропорта составляет 25 млн пассажиров в год.
В аэропорту Арланда три взлётно-посадочные полосы: Полоса 1 (01L-19R), Полоса 2 (08-26), Полоса 3 (01R-19L). Полоса 1 имеет длину 3300 м и может принимать все крупнейшие самолёты, которые существуют на сегодняшний день. Полосы 2 и 3 имеют длину по 2500 м. Полосы 1 и 3 параллельные, но могут использоваться независимо друг от друга. Полоса 3 оборудована по требованиям CAT III. Администрация аэропорта утверждает, что Стокгольм-Арланда имеет лучшие показатели по очистке полос от снега. Политикой аэропорта является работа в любых погодных условиях. Тем не менее, при сильных снегопадах возможны задержки рейсов.
В Арланде функционируют 5 грузовых терминалов и 5 ангаров. Одновременно аэропорт может принять около 100 самолётов. Арланда является одним из аэропортов, где возможна аварийная посадка Space Shuttle.

## Инфраструктура
- 35 магазинов
- 33 ресторана
- 3 гостиницы
- 2 банка
- 1 аптека
- 1 часовня
- Конференции и выставки
  - 49 конференц-залов
  - площадь 6300 м2 под конференц-залы
  - Выставочный зал на 1000 делегатов

## Залы
- Зал Finnair, Терминал 2 (Oneworld Бизнес/Первый класс)
- Зал Novia, Terminal 5 (Contract Lounge)
- Зал SAS Business, Терминал 5 (Star Alliance/SAS Group Бизнес/Первый класс)
- Зал SAS Scandinavian, Терминал 5 (Star Alliance/SAS Group Для владельцев Золотой карты)
- Зал SAS Stockholm, Терминал 4 (Star Alliance/SAS Group Для владельцев Золотой карты)

## Транспорт

### Железная дорога
Самый быстрый способ добраться до Центрального вокзала Стокгольма — доехать на скоростном поезде Arlanda Express. Поезда отправляются каждые 15 минут, время в пути 20 минут. Также можно воспользоваться пригородными поездами.
Поезда Upptåget, оператором которых является UL, идут по маршруту Уппландс-Весбю — Стокгольм-Арланда — Уппсала — Евле. Поезд идёт около 19 минут до Уппсалы и 90 минут до Евле. Отправление поездов каждые 30 минут. В Уппландс-Весбю можно пересесть на поезд в Стокгольм.
Дальнемагистральные поезда Intercity или X2000 оператора SJ следуют на север от аэропорта и на юг от Стокгольма. На этих поездах попасть на Центральный вокзал Стокгольма нельзя.

### Проезд в гостиницы

#### Шаттл
Airport Shuttle предлагает проезд от аэропорта в гостиницы в центре Стокгольма. Airport Shuttle является более дешёвой альтернативой поездам и такси, если Вы используете его с другими пассажирами.
Проезд на AirportShuttle между аэропортом Арланда и центром Стокгольма стоит 150 SEK, время проезда 30-70 минут в зависимости от пробок. Максимальное время проезда около 70 минут.

### Автобус

#### Flygbussarna
Flygbussarna предлагает рейсы между аэропортом и центром Стокгольма (станция метро T-centralen), а также северными районами лена Стокгольм. Время в пути около 45 минут.
С терминала Flygbussarna отправляются автобусы в аэропорт Стокгольм-Бромма, таким образом осуществляется стыковка местных и международных рейсов. Flygbussarna также обеспечивает доставку пассажиров в аэропорт Стокгольм-Скавста, где базируются бюджетные авиакомпании, такие как Ryanair.

#### Автобус SL с пересадкой на поезд
Самый дешёвый способ уехать из Арланды: автобус SL маршрутов 583 или 583X, которые идут от аэропорта на железнодорожную станцию Марста, откуда в свою очередь отходят поезда на Центральный вокзал Стокгольма. Полный путь займёт около 60 минут (около 18 минут автобусом, 6 минут перехода на станцию Марста, 36 минут поездом).

#### Уппсала
Автобусы оператора Upplands Lokaltrafik соединяют аэропорт Стокгольм-Арланда с Уппсалой (801 и 802).

### Такси
В аэропорту можно воспользоваться услугами такси для переезда в Стокгольм или Уппсалу.

### Паркинг
В аэропорту есть кратковременная и долговременная автостоянки.

## Терминалы и авиакомпании

### Терминал 2 Международный (Арланда Южный)
- airBaltic
- Atlantic Airways
- British Airways
- Finnair
- Germanwings
- Iberia
- Norwegian Air Shuttle
- Sterling Airways
- TAP Portugal
- TUIfly

#### История
В 1990 году два новых терминала внутренних рейсов назывались «Местные терминалы 2 и 3», они были построены к югу от первого терминала внутренних линий. В 1992 году Терминал 2 временно не эксплуатировался в связи с недостаточным трафиком. Он начал работу годом позже, сегодня он называется «Терминал 2».

### Терминал 3 Региональный (Арланда Южный)
- Nextjet
- Nordic Regional
  - оператор Eastern Airways
- Skyways Express
  - оператор Direktflyg

#### История
Терминал 3 был построен до 1990 года для небольших самолётов. Пассажиры, выходя через гейты, затем поднимались в самолёты по трапам.

### Терминал 4 Местный (Арланда Южный)
- Höga Kusten Flyg
  - оператор Golden Air
- Norwegian Air Shuttle
- Scandinavian Airlines System
- Sterling Airways

#### История
Терминал 4, бывший Inrikes 1, был изначально построен для шведского регионального перевозчика Linjeflyg, он был открыт в 1983 году. Linjeflyg и Scandinavian Airlines перевели свои рейсы из Стокгольм-Бромма в новый терминал в 1984 году. Таким образом стало удобно стыковать местные и международные рейсы Scandinavian Airlines и Linjeflyg, но терминал был перегружен с начала работы. Поэтому был построен Терминал 2 для SAS, который перевёл свои рейсы из Inrikes 1 в новый терминал в 1990 году.
В связи с спадом в шведской экономике SAS решила вернуться в 1992 году, чтобы снова обслуживались рейсы двух авиакомпаний в одном терминале. Также в 1992 году терминал получил новое название, Терминал 4. С 1999 года в терминале есть собственная станция скорых поездов, которая соединяет терминал с Центральным вокзалом Стокгольма и Терминалом 5.
В 2006 году началась реконструкция Терминала 4: это первая реконструкция с начала работы в 1983 году.

### Терминал 5 Международный (Арланда Северный)
- Adria Airways
- Air Åland
- Air China
- Air France
- Arkia Israel Airlines
- Austrian Airlines
  - Austrian Arrows
- Belavia
- Cimber Air
- Czech Airlines
- Delta Air Lines
- Ethiopian Airlines
- Icelandair
- Iran Air
- KLM Royal Dutch Airlines
- LOT Polish Airlines
- Lufthansa
- Malaysia Airlines
- Norwegian Air Shuttle
- Qatar Airways
- Rossiya
- Scandinavian Airlines System
  - Scandinavian Airlines System оператор Transwede Airways
- Skyways Express
- Sterling Airlines
- SunExpress
- Swiss International Air Lines
- Syrian Arab Airlines
- Thai Airways International
- Turkish Airlines
- Viking Airlines

### Терминал 5 Чартерный
- Air Adriatic
- Air Caraïbes
- Air Europa
- Air Finland
- TUIfly Nordic
- Fly Air
- Free Bird Airlines
- Helvetic Airways
- Jordan Aviation
- Malmö Aviation
- MyTravel Airways
- Nordic Leisure
- Norwegian Air Shuttle
- Nouvelair Tunisia
- Novair
- Pegasus Airlines
- Scandinavian Airlines System
- SunExpress

## Грузовые операторы
Аэропорт Стокгольм-Арланда является крупным грузовым хабом. Крупнейшие грузовые перевозчики в аэропорту:
- British Airways World Cargo
- Cathay Pacific
- China Airlines
- DHL
- FedEx
- Jade Cargo International
- Korean Air Cargo
- TNT Airways
- UPS
- WOW Alliance
  - SAS Cargo Group
  - Lufthansa Cargo

В 2007 году грузооборот составил 100480 тонн.

## Инциденты и авиакатастрофы
- 5 января 1970: Convair 990 авиакомпании Spantax (EC-BNM), выполнявший грузовой рейс в аэропорт Цюриха, разбился сразу после взлёта. Пятеро из 10 человек на борту погибли, самолёт восстановлению не подлежал[6].
- 26 мая 1977: Ан-24, принадлежавший Аэрофлоту (CCCP-46806), выполнявший рейс Донецк — Рига, был захвачен одним террористом, который потребовал посадить самолёт в Швеции, после чего отпустил 23 заложников[7].
- 14 ноября 1978: Ту-154 Аэрофлота (CCCP-85286), выполнявший рейс в Москву, должен был прекратить взлёт в связи с неполадками. Самолёт выкатился за пределы взлётно-посадочной полосы, однако никто из 74 пассажиров не был травмирован, а сам самолёт не получил серьёзных повреждений[8].
- 27 февраля 1979: Ту-154 Аэрофлота, совершавший рейс из Осло в Москву с посадкой в Стокгольм-Арланда был захвачен тремя террористами. Террористы были арестованы в Стокгольме[9].
- 20 февраля 1993: Террорист захватил Ту-134 Аэрофлота, совершавший регулярный рейс из Тюмени в Санкт-Петербург, и потребовал перелёта в США. Самолёт сделал посадку для дозаправки в Таллине, где было отпущено 30 пассажиров, после чего самолёт полетел в Стокгольм, где террорист потребовал больший самолёт, способный долететь до США. После того, как террорист отпустил ещё 12 пассажиров, он со своей женой и ребёнком был выдан, после чего были отпущены оставшиеся 40 пассажиров и экипаж[10].